# Kazuhiro Koso
Kazuhiro Koso (高祖 和弘 Koso Kazuhiro?), född 6 mars 1959 i Saga prefektur, är en japansk före detta fotbollsspelare och tränare.
Koso började sin karriär 1981 i Matsushita Electric. Med Matsushita Electric vann han japanska cupen 1990. Han avslutade karriären 1991.
Koso har efter den aktiva karriären verkat som tränare och har tränat J2 League-klubbar, Sagan Tosu.